# رسائل آين راند
رسائل آين راند (بالإنجليزية:Letters of Ayn Rand) هو كتاب مستمد من رسائل الروائية والفيلسوفة آين راند . وقد تم نشره في عام 1995م، بعد 13 عامًا من وفاة آين راند. وتم تحريره بواسطة مايكل إس برلينر بموافقة ملكية آين راند.

## محتويات
يعد تنظيم الرسائل ترتيبًا زمنيًا إلى حد كبير، ولكن تم تخصيص أقسام محددة لمراسلات آين راند مع فرانك لويد رايت وإيزابيل باترسون وجون هوسبرز . يوفر الملحق خطابًا نموذجيًا أرسلته آين راند إلى العديد من محبي "رواية المنبع" الذين كتبوا لها. كما ويقدم وريث آين راند، ليونارد بيكوف ، المقدمة.

## خلفية
عندما توفيت آين راند في عام 1982م، تضمنت المواد الموجودة في ممتلكاتها نسخًا لأكثر من 2000 رسالة كتبتها بين عامي 1926م و1981م. اختار المحرر مايكل برلينر "ما يقرب من 35 إلى 40 بالمائة من الإجمالي" للنشر.  كما قام أيضًا بتحرير الرسائل لإزالة "المواد الأقل إثارة للاهتمام"، مثل البيانات الافتتاحية والختامية أو اعتذارات آين راند لعدم كتابتها لشخص ما في وقت أقرب بعد كتابتها لها إلخ.  في مناقشة الرسائل في سياق الجدل اللاحق حول تحرير مذكرات آين راند المنشورة، أكدت المؤرخة جينيفر بيرنز أن مايكل برلينر قد حذف المواد فقط بدلاً من تغيير المحتوى. 
تم نشر نسخة الغلاف القاسي من "رسائل آين راند" بواسطة "داتون" في عام 1995م. تم نشر طبعة ذات غلاف ورقي بواسطة "بلوم" في عام 1997م.

## استقبال الكتاب
في وقت صدوره، قامت حوالي اثنتي عشرة منشورات بمراجعة رسائل آين راند ، وفقًا لمعهد آين راند . كانت المراجعات مختلطة. 
في ملحق مراجعة كتاب نيويورك تايمز ، كريستوفر كوكس ، والذي أصبح لاحقاً عضو في مجلس النواب الأمريكي ، أعطى الكتاب مراجعة إيجابية. وقال إن رسائل آين راند كانت "جزءًا مهمًا من المساهمة الفكرية لآين راند" والتي هي "مليئة بومضات من البصيرة العاطفية والحقائق المفاجئة والفكاهة غير المقصودة".  كانت هذه أول مراجعة إيجابية لأحد كتب آين راند في ملحق مراجعة كتاب نيويورك تايمز منذ عام 1943م. 
جاءت مراجعة إيجابية أخرى من الباحث في مؤسسة آين راند كريس ماثيو سيابارا . كتب في مجلة السبب ، توقع أن رسائل راند "ستسعد القراء وتصدمهم أحيانًا" ، وقال "الأمر الأكثر إثارة للدهشة في التجميعة هو مدى إضفاء الطابع الإنساني على آين راند". 
وجد محرر مجلة "الحرية"، آر دبليو برادفورد، الكتاب مثيرًا للاهتمام وقال إنه "يسمح للقارئ برؤية لمحات عن المرأة الحقيقية وتطورها كمفكرة وكاتبة".  ومع ذلك، فقد وصَف تحرير مايكل برلينر بأنه "غير كفؤ"  ومقدمة بيكوف بأنها "غير مفيدة".  وقال إن آين راند كتبت عددًا قليلاً نسبيًا من الرسائل لشخصية أدبية مهمة، واقترح أن مايكل برلينر أخفى الرسائل التي يحتمل أن تكون مثيرة للاهتمام خوفًا من إزعاج "أسطورة آين راند العصامية"، والتي اعتبره برادفورد أمراً "لا يغتفر". 
في صحيفة واشنطن بوست ، وصف جيفري فرانك الكتاب بأنه "ممل في نهاية المطاف". وقال إن رسائلها السابقة "أكثر إثارة للاهتمام إلى حد كبير من الرسائل اللاحقة"، والتي تتضمن "قدرًا لا نهاية له من التذمر حول الناشرين المختلفين، وردودها التفصيلية على اقتراحات المحررين، وتأكيداتها المتغطرسة حول معتقداتها". 
في مجلة ناشيونال ريفيو ، قالت فلورنس كينغ إن "الكتاب تفوح منه رائحة التملق الذي دائماً ألهمته الآنسة آين راند" وأشارت إلى عدة رسائل تهاجم مجلة ناشيونال ريفيو نفسها، "المجلة التي أحبت أن تكرهها". 
أشادت المجلات الموضوعية بالكتاب، حيث قالت إحداها: "في رسائلها نتعلم المزيد عن أسلوب روحها"،  وصف آخر الكتاب بأنه "ثاني أفضل شيء" للتعرف على آين راند شخصيًا. 
في مراجعة لصحيفة لوس أنجليس ديلي نيوز ، وصف سكوت هوليران الكتاب بأنه "صندوق الكنز" الذي ظهرت فيه "آين راند كمفكرة متحمسة". 
تضمنت المراجعات الأخرى مراجعة بواسطة كلوديا روث بيربونت في ذا نيو يوركر ،  ومراجعات في بوكليست ،  الاختيار ،  وريتشموند تايمز ديسباتش . 
كما أعرب علماء آين راند الذين كتبوا عن الكتاب بعد بضع سنوات عن آراء متباينة. أثنت ميمي ريزل جلادشتاين على "التنوع غير المألوف في الرسائل" المتضمنة، قائلة إنها "تسمح للقارئ بالوصول إلى الجوانب العديدة لشخصية راند الخاصة والعامة".  ومع ذلك، فقد لاحظت خطأً فيما يتعلق بعيد ميلاد آين راند في بداية الكتاب، وأدرجته ضمن العديد من الكتب التي صدرت بعد وفاتها والتي وافقت عليها ملكية آين راند والتي "لم تظهر دائمًا مستوى ملهمًا للثقة من الصرامة الأكاديمية".  قالت جينيفر بيرنز إن العلماء يمكنهم استخدام المواد الموجودة في الكتاب، لكنها أشارت إلى أن المواد التي حذفها مايكل برلينر تتضمن عناصر "ذات أهمية كبيرة للمؤرخ" بحيث "لا يمكن استخلاص الأفكار المهمة إلا من النسخ الأصلية". 